# Stjepan Gašparić
Stjepan Gašparić (Zagreb, 21. ožujka 2000.) je hrvatski televizijski i kazališni glumac.

## Filmografija

### Filmske uloge
- "Zagrebački ekvinocij" kao "Glava" (2020.)

### Televizijske uloge
- "San snova" kao Hrvoje (2024.)
- "Pogrešan čovjek" kao Malik (2019.)
- "Počivali u miru" kao vođa huligana (2018.)
- "Dragi susjedi" kao Leo Perković (2018.)

### Kazališne uloge
- Trešnjalot, Aleksandra Demše, Iva Srnec i Lovro Buva, uloga: Sir Gawain, Kazalište Točka na i (2018.)
- Maša i Božić, Ivan Leo Lemo, uloga: Marinin roditelj, Gradsko kazalište Trešnja (2018.)
- Anđeli imaju krila, zar ne?, Ladislav Vindakijević, uloga: Anđeo, mafijaš, siroče, Gradsko kazalište Trešnja (2014.)
- Frankenstein, Saša Anočić, uloga: mladi Victor, Gradsko kazalište Trešnja (2007.)

## Vanjske poveznice
- Stjepan Gašparić na IMDb-u